# Dot Jones

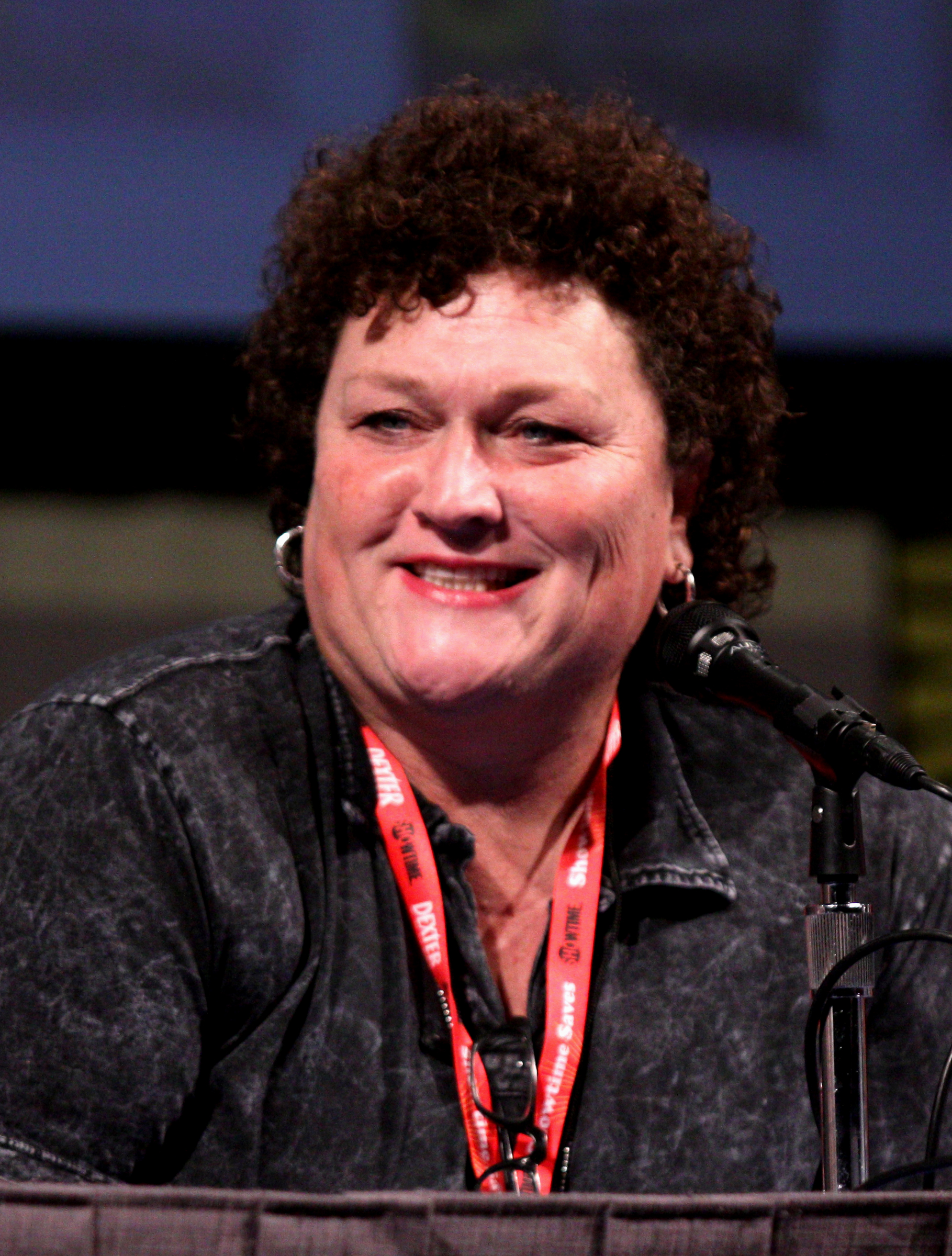
Dot Jones auf der San Diego Comic-Con 2011

Dorothy-Marie „Dot“ Jones (* 4. Januar 1964 in Turlock, Kalifornien) ist eine US-amerikanische Schauspielerin und ehemalige Sportlerin.

## Privatleben und Sport-Karriere
Dot Jones, auch Dot-Marie Jones, wuchs als jüngstes von sechs Kindern in Hilmar, Kalifornien auf und nahm bereits in ihrer Jugend an Kraftsport-Veranstaltungen teil. Nach einem Wachstumsschub um knapp 18 cm (7 Inch) auf 1,93 m begann sie mit dem Gewichtheben, anfänglich um ihren geschwächten Rücken zu stärken. Ab 1983 betrieb Jones Armwrestling und gewann im Alter von 19 Jahren den ersten ihrer insgesamt 15 Weltmeistertitel, zusätzlich erwarb sie neun nationale Meistertitel.
Nach der High School besuchte Jones das Modesto Junior College und die Fresno State University, zur Finanzierung erhielt sie ein Leichtathletik-Stipendium. Neben dem Gewichtheben und dem Armwrestling trat Jones auch im Kugelstoßen an. In dieser Sportart gehörte sie zur All-American-Auswahl und war Landesmeisterin von Kalifornien von 1983 und 1984 und setzte den nationalen Rekord in der Junior-College-Altersgruppe, der von 1983 bis 1990 Bestand hatte. 1988 qualifizierte Jones sich für die Olympischen Sommerspiele im Kugelstoßen.
Im Laufe ihrer sportlichen Karriere zog sich Jones elf Knieverletzungen zu und ist nur noch 1,91 m groß. Eine Knieoperation würde dies wieder ausgleichen. Neben dem Sport arbeitete sie als Jugend-Beraterin im Jugend-Strafvollzug.
Nach dreijähriger Beziehung heiratete Jones im Dezember 2013 ihre zehn Jahre jüngere Lebensgefährtin, die zwei Kinder aus früherer Ehe mit in die Beziehung bringt.

## Schauspiel-Karriere
Erste Schauspielerfahrungen sammelte Jones 1992 in der Wettkampf-Sendung Knights and Warriors in der sie als Lady Battleaxe auftrat, zu dieser Rolle wurde Jones durch Shirley Eson von American Gladiators überredet. Angebote fürs professionelle Wrestling lehnte sie ab, da es ihr zu gestellt („too fakey“) sei.
In den folgenden Jahren hatte sie verschiedene Komparsen-Rollen wie 1994 in einer Folge der Fernsehserie Full House sowie kleinere Auftritte in Filmen und Serien. Zumeist spielte sie Rollen, die entsprechend ihrer körperlichen Statur besetzt wurden. In der Serie Eine schrecklich nette Familie spielte sie wiederkehrend in fünf Folgen. 1998 hatte Jones ihre erste Film-Rolle in Patch Adams. Ab 2001 trat sie wiederkehrend in fünf Folgen der Sitcom Lizzie McGuire als Coach Kelly auf. 
Jones war in einer Vielzahl an Fernsehserien wie What’s Up, Dad?, My Name Is Earl, iCarly oder Desperate Housewives zu sehen, was wesentlich zu ihrer Bekanntheit beitrug. So hatte sie auch in der mehrfach ausgezeichneten Serie Nip/Tuck wiederkehrende Auftritte und spielte in den letzten beiden Folgen sowie dem abschließenden Fernsehfilm zur Serie Prison Break. Ebenso war sie 2010 für fünf Folgen in der Krankenhausserie Hawthorne zu sehen.
Nach ihren Rollen in Nip/Tuck und dem als Pilotfilm gedrehten Fernsehfilm Pretty/Handsome, beide von Glee-Schöpfer Ryan Murphy produziert, erhielt Jones 2010 die Rolle der Shannon Beiste in Glee. Produzent Brad Falchuk traf sie zufällig beim Einkaufen und bot ihr eine Rolle in Glee an, nach ihrer Zusage wurde die Figur für sie geschaffen, die Jones seit Beginn der zweiten Staffel spielt. Für diese Rolle erhielt Jones in den Jahren 2011, 2012 und 2013 jeweils eine Emmy-Nominierung als Beste Gastdarstellerin in einer Comedyserie (Outstanding Guest Actress In A Comedy Series). In der sechsten und letzten Glee-Staffel gehörte Jones zur Hauptbesetzung der Serie.

## Filmografie (Auswahl)
- 1992: Knights and Warriors
- 1994: Full House (Folge 8x04)
- 1994–1995: Eine schrecklich nette Familie (Married… with Children, 5 Folgen)
- 1997: Roseanne (Folge 9x20)
- 1998: Dharma & Greg (Folge 1x23)
- 1998: Cybill (Folge 4x21)
- 1998: Patch Adams (Film)
- 1999: Der blutige Pfad Gottes (The Boondock Saints, Film)
- 2000: Chicago Hope – Endstation Hoffnung (Chicago Hope, Folge 6x17)
- 2001–2003: Lizzie McGuire (5 Folgen)
- 2002: She Spies – Drei Ladies Undercover (She Spies, Folge 1x10)
- 2004–2005: What’s Up, Dad? (My Wife and Kids, 3 Folgen, verschiedene Rollen)
- 2006: Hotel Zack & Cody (The Suite Life of Zack & Cody, Folge 2x13)
- 2006: Material Girls (Film)
- 2007: My Name Is Earl (Folge 3x06)
- 2007–2009: Nip/Tuck – Schönheit hat ihren Preis (Nip/Tuck, 3 Folgen)
- 2008: Pretty/Handsome (Fernsehfilm)
- 2008: iCarly (Folge 2x06)
- 2009: The Mentalist (Folge 1x17)
- 2009: Prison Break (Folge 4x23–4x24)
- 2009: Prison Break: The Final Break (Fernsehfilm)
- 2009: Desperate Housewives (Folge 5x19)
- 2009–2010: 10 Dinge, die ich an dir hasse (10 Things I Hate About You, 2 Folgen)
- 2010: Cougar Town (Folge 1x16)
- 2010: Hawthorne (HawthoRNe, 5 Folgen)
- 2010–2015: Glee (42 Folgen)
- 2011: Bad Teacher (Film)
- 2012: Are You There, Chelsea? (Folge 1x01)
- 2014: Baby Daddy (Folge 3x10)
- 2016: 2 Broke Girls (Folge 6x03)
- 2017: American Horror Story (Folge 7x07)
- 2017: Modern Family (Folge 8x15)
- 2022: Bros